# Quartier de l’Odéon
Das Quartier de l’Odéon ist das 22. der 80 Quartiers (Stadtviertel) von Paris im 6. Arrondissement.

Die Stadtviertel im 6. Arrondissement

## Lage
Der Verwaltungsbezirk im 6. Arrondissement von Paris wird von folgenden Straßen begrenzt:
- Westen: Rue Bonaparte, Rue Guynemer, Rue d’Assas
- Osten: Boulevard Saint-Michel
- Norden: Rue de l’École de Médecine, Boulevard Saint-Germain bis zum Place d’Acadie, Rue du Four bis zur Rue Bonaparte
- Süden: eine Spitze am Place Camille-Jullian vor dem Monument à Francis Garnier (Francis Garnier)

## Namensursprung
Das Viertel wurde nach dem Théâtre de l’Odéon benannt, obwohl die größte Fläche des Viertels vom Jardin du Luxembourg belegt wird.

## Sehenswürdigkeiten
- Jardin du Luxembourg
- Fontaine des Quatre-Parties-du-Monde
- Théâtre de l’Odéon
- Église Saint-Sulpice